# Baciro Djá

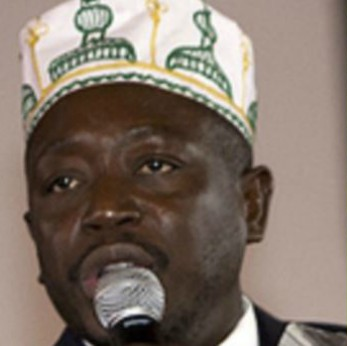
Baciro Djá

Baciro Djá (* 31. Januar 1973) ist ein Politiker aus Guinea-Bissau der Partido Africano da Independência da Guiné e Cabo Verde (PAIGC), der unter anderem 2015 und 2016 Premierminister von Guinea-Bissau war.

## Leben

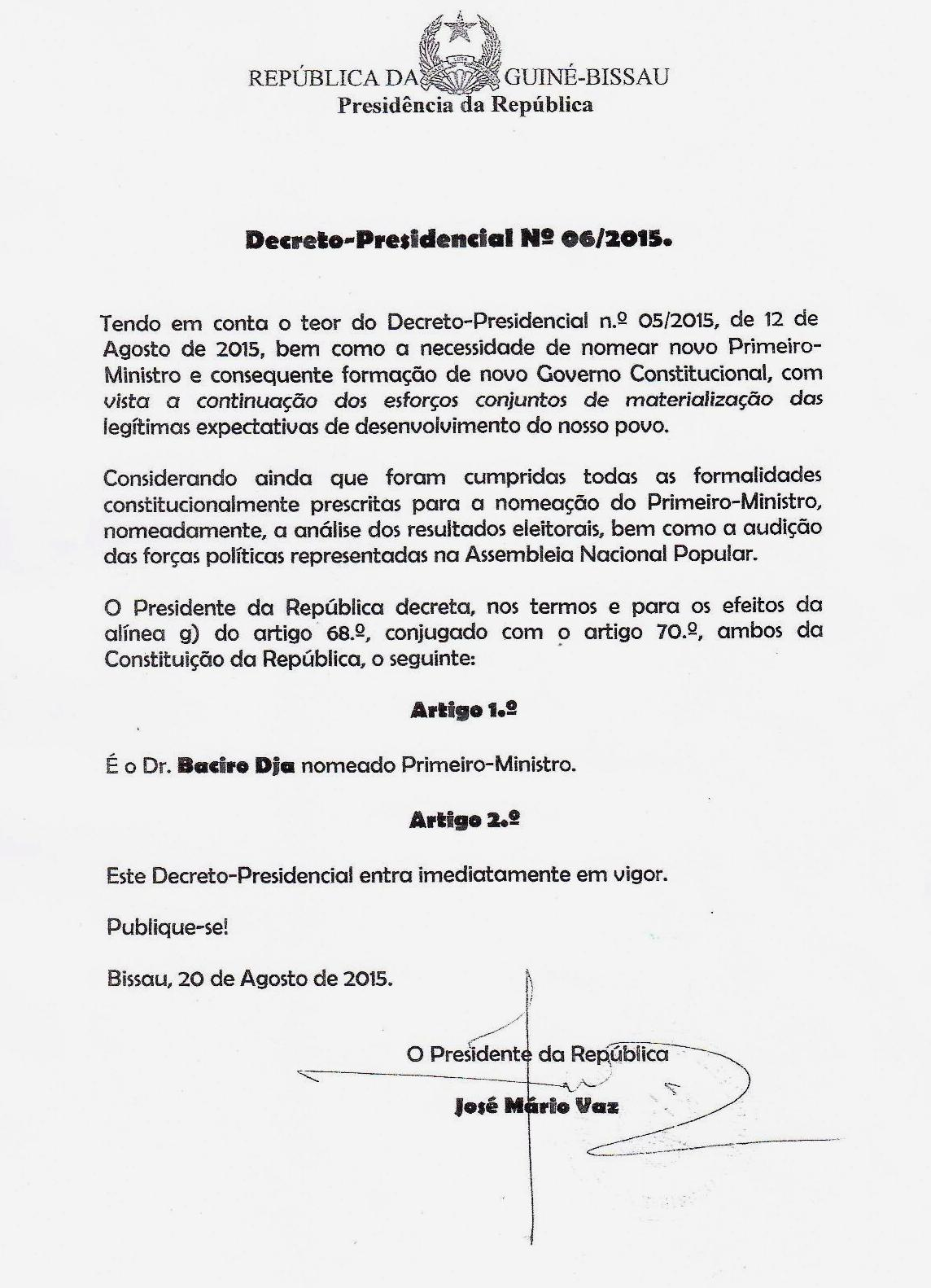
Präsidialdekret vom 20. August 2015 zur Ernennung Baciro Djás zum Premierminister

Djá wurde 2011 Verteidigungsminister im zweiten Kabinett von Premierminister Carlos Gomes Júnior und bekleidete diesen Ministerposten bis 2012 auch im Übergangskabinett von Premierministerin Adiato Diallo Nandigna. 
Am 18. März 2012 bewarb er sich als unabhängiger Kandidat im ersten Wahlgang der Präsidentschaftswahl für die Nachfolge des am 9. Januar 2012 verstorbenen Präsidenten Malam Bacai Sanhá. In diesem ersten Wahlgang belegte er unter 17 Kandidaten mit 10.298 Stimmen (3,26 Prozent) den fünften Platz und lag somit hinter dem Kandidaten der regierenden Partido Africano da Independência da Guiné e Cabo Verde (PAIGC), Carlos Gomes Júnior (154.797 Stimmen, 48,97 Prozent) und dem Bewerber der Partido para a Renovação Social (PRS), Kumba Ialá (73.842 Stimmen, 23,36 Prozent) sowie Manuel Serifo Nhamadjo (49.767 Stimmen, 15,74 Prozent) und Henrique Pereira Rosa (17.070 Stimmen, 5,40 Prozent), die beide ebenfalls als Unabhängige kandidierten. Eine zweite Runde wurde durch einen Militärputsch verhindert, so dass die Wahlen nicht zu einer demokratischen Entscheidung über die Präsidentschaft führen konnten. 
Als Nachfolger von Domingos Simões Pereira wurde Djá am 20. August 2015 von Präsident José Mário Vaz erstmals zum Premierminister ernannt und bekleidete dieses Amt bis zu seiner Ablösung durch Carlos Correia am 17. September 2015, der daraufhin seine vierte Regierung bildete. Am 27. Mai 2016 löste Djá wiederum Correia als Premierminister ab und bildete anschließend sein zweites Kabinett. Er blieb bis zum 18. November 2016 im Amt und wurde dann durch Umaro Sissoco Embaló abgelöst.